# Сигачёв, Николай Иванович
Николай Иванович Сигачёв (30 апреля 1905 года — 17 августа 1994 года) — советский гидрограф, лауреат Сталинской премии.

## Биография
Окончил Петроградское военно-морское училище (1923—1926), штурманский класс Соединенных классов специалистов командного состава РККФ (1927), гидрографический факультет Военно-морской академии (1930—1932).
В 1926—1927 гг. штурман на эскадренном миноносце «Артем», в 1927—1930 штурман подводной лодки «Большевик» Балтийского флота. В 1932—1934 флагманский штурман бригады подводных лодок Черноморского флота.
С 1934 г. в Гидрографическом управлении ВМФ: помощник начальника сектора (1934—1935), военпред (1935), помощник начальника НИБ (1935—1938), помощник начальника Гидрографического управления по исследовательской части — начальник научно-испытательной базы (1938—1939).
С марта 1939 по 1942 и с 1943 по 1946 г. начальник новообразованного Научно-исследовательского штурманского института. С ноября 1942 по 1943 г. начальник научно-исследовательского отдела, заместитель начальника Гидрографического управления по научно-исследовательской работе.
В 1946 г. заместитель начальника кафедры кораблевождения Военно-морской академии, в 1946—1949 начальник гидрографическо-штурманской секции Научно-технического комитета ВМС.
С 1949 г. — начальник кафедры электронавигационных приборов Военно-морской академии. С 1956 г. заместитель начальника Вычислительного центра Министерства обороны по научно-исследовательской работе. Капитан 1 ранга.
После увольнения с военной службы (1959) преподавал на кафедре технических средств кораблевождения в Высшем военно-морском училище им. М. В. Фрунзе и работал в НИИ физики Земли АН СССР.
Доктор технических наук, профессор.

## Сочинения
- Гирокомпасы и другие гироскопические приборы / Н. И. Сигачев, Е. П. Глебов, А. А. Якушенков; ред. А. Е. Кораблев. — 1961. — 599 с.
- «Гирорулевые» (1935),
- «Гироскопические навигационные приборы» (1954),
- «Гирокомпасы и другие гироскопические приборы» (1961).

## Награды
- Сталинская премия 1946 года — за разработку конструкции малогабаритного гирокомпаса.
- Сталинская премия 1951 года — за научные исследования в области акустики.
- Награждён орденом Ленина, 2 орденами Красного Знамени, Трудового Красного Знамени, Отечественной войны 2-й степени, Красной Звезды, медалями.